# Aleksander Suzdalski
Aleksander (III) Wasilijewicz (ur. na przełomie XIII i XIV wieku, zm. 1331 lub 1332) – wielki książę moskiewski w latach 1327–1328, wielki książę włodzimierski w latach 1327–1331 (w obydwu w opozycji do Iwana I Kality jako Aleksander (III), książę suzdalski od 1309 do śmierci jako Aleksander V lub według innej numeracji Aleksander I. Syn księcia suzdalskiego Wasyla Andriejewicza. Po jego śmierci Suzdal objął jego młodszy brat, Konstanty, Iwan Kalita zajął natomiast Niżny Nowogród.